# 敌烈
敌烈，辽、金时期分布于蒙古高原東北部（今蒙古国东方省及内蒙古呼伦贝尔草原）地区克鲁伦河下游的游牧部族，另有迪烈、敌烈得等译名，分为八部。常与乌古并称。
辽太祖征服乌古部后，敌烈部于天显五年（930年）降辽，此后叛服不定。辽圣宗统和十二年（994年），命萧绰与萧挞凛经略之，统和二十二年（1004年），辽廷在敌烈诸部建立镇州、防州和维州三城以镇胁敌烈诸部，并西捍阻卜。此后，敌烈部方才真正臣服辽朝。
辽道宗咸雍四年（1068年），置乌古敌烈部都统军司。寿昌二年（1096年），又将敌烈、乌古迁于乌纳水。金朝灭亡辽朝后，耶律大石率余众西迁中亚，敌烈亦有一部分随其西迁，余部降金。金朝后将敌烈同乌古部东迁至庞葛城（今黑龙江省齐齐哈尔市）。其后敌烈之名不见于史书。